# タワーレコードミュージック
タワーレコードミュージック (TOWER RECORDS MUSIC) は、タワーレコードとレコチョク、NTTドコモが協業で提供していた定額制音楽配信サービス。2021年10月1日サービス開始、2025年3月31日サービス終了。

## 概要
2021年7月1日、タワーレコードとレコチョクが2021年10月1日より協業提供にて定額音楽配信サービス「TOWER RECORDS MUSIC powered by レコチョク」（以下「TOWER RECORDS MUSIC」）を開始すると発表した。また同日、NTTドコモが2021年9月30日をもって「dミュージック 月額コース」の提供を終了し10月1日に「TOWER RECORDS MUSIC」へサービスを引継ぐことを発表した。それまでレコチョクが自社で運営していた定額制音楽配信サービス「RecMusic（旧レコチョクBest）」と、レコチョクがNTTドコモと協業提供していた｢dミュージック 月額コース｣を引継ぎ、サービスをリニューアルしたものが「TOWER RECORDS MUSIC」である。こうした経緯から、「RecMusic」または「dミュージック 月額コース」の利用者は10月1日以降もそのままのアカウントとパスワードで「TOWER RECORDS MUSIC」を継続して利用できる。「TOWER RECORDS MUSIC」に新規契約する場合はタワーレコードメンバーズに登録する必要がある。
タワーレコードはかつて米Napster（法人格は2代目）と合弁会社「ナップスタージャパン株式会社」を設立し、日本で初めての音楽定額制配信サービス「Napster Japan」を2010年5月31日まで提供していた。よって、11年4ヶ月ぶりに音楽定額制配信サービスに参入したことになる。
2024年12月4日、2025年3月31日をもってサービスを終了することが発表された。

## サービス
月額で980円で邦楽、洋楽など幅広いジャンルの最新ヒット曲から過去の名盤まで約7000万曲聴き放題、10万曲のMVやライブも見放題となっていた。無料体験を1か月設けていた。また、音声コンテンツも順次に追加していくとしている。無料プランも用意され、オンデマンド再生やスキップ再生にも対応していた。